# Aymeric Belloir
Pour les articles homonymes, voir Belloir.
Aymeric Belloir, né le 7 février 1978 à Nantes, est un navigateur et skipper professionnel français.

## Palmarès
- 1997 : 5e du Trophée des lycées
- 1998 : 4e du Spi Ouest-France
- 1999 : vainqueur de l'Obélix Trophy
- 2007 : 3e bizut et 26e de la Solitaire du Figaro
- 2008 : 11e de la Transat AG2R avec Pierre Dombre
- 2008 : 20e au de la Solitaire du Figaro
- 2011 : vainqueur de la Transgascogne en solitaire, en catégorie série[1]
- 2013 : vainqueur de la Transat 6.50 en catégorie série